# 東京情報デザイン専門職大学
東京情報デザイン専門職大学（とうきょうじょうほうデザインせんもんしょくだいがく、英語: Tokyo Information Design Professional University）は、東京都江戸川区に本部を置く日本の私立専門職大学。大学の略称はTID（ティーアイディー）。

## 概要
学校法人滋慶学園の「実学教育」「人間教育」「国際教育」の3つの教育理念を基礎に、ITやAIなどのテクノロジーを駆使した高度な知識と技術を身に付け、課題解決に取り組める人材の養成を目的とする。東京都江戸川区に設置された初めての4年制大学である。
学部・学科は情報デザイン学部・情報デザイン学科の1学部・1学科体制で、卒業生には「情報学士（専門職）」の学位が付与される。

## 沿革
- 2022年8月 - 文部科学省より認可。
- 2023年4月 - 開学[4]。

## 学生生活

### 行事
| - 4月 - 新入生ガイダンス・入学式・アカデミックスタディ（1年）、進級ガイダンス（2 - 4年）、健康診断 - 5月 - - 6月 - 新入生ガイダンス（1年） - 7月 - 定期試験 - 8月 - 夏休み | - 9月 - 夏休み、学園祭、後期授業開始 - 10月 - 臨地実務実習（3年） - 11月 - 臨地実務実習（3年）、GAME＆e-Sports SHOW - 12月 - 冬休み - 1月 - 冬休み、定期試験 - 2月 - 春休み、We are TID（進級・卒業制作展） - 3月 - 春休み、卒業式（4年） |

### サークル
2024年7月現在
| - イベントサークル - 学生委員会 - CGサークル - 勉強サークル - 写真サークル - サッカーサークル - 軽音サークル | - バスケサークル - e-sportsサークル - ゲーム制作サークル - プログラミングサークル - ビジネスサークル - セキュリティサークル |

## 施設

### 小松川キャンパス
- 所在地：東京都江戸川区小松川2-7-1
- 竣工年月：2023年1月
- 校舎面積：9956.02㎡[6]
- 敷地面積：10392.73㎡[6]
- 交通アクセス：
  - 都営新宿線「東大島駅」小松川口より徒歩10分
  - JR総武本線「平井駅」南口より徒歩20分、または北口より都営バスで約12分（チェリーガーデン前下車）
  - JR総武本線・東京メトロ半蔵門線「錦糸町駅」南口より都営バスで約15分（小松川三丁目下車）

### 校内施設

#### South棟
- 受付・待合
- エントランス
- 実習・実験室
- 講義室
- PCルーム
- 自習室
- 渡り廊下
- 学生ラウンジ

#### North棟
- カフェテリア
学生・教職員のみならず一般の者も利用が可能である[7]。ただし学生による席の確保を優先するため、学生の昼休み時間（12時40分から13時40分）には一般利用が制限される[8]。
- ロッカー
- 学生ホール
- 図書館・メディアセンター

### 学外施設
- JTSC 滋慶トータルサポートセンター
東京都江戸川区西葛西に設置されている学生相談室。滋慶学園グループの医療法人社団慶生会が運営し、学生生活の不安や悩みを秘密厳守で受け付けている[9]。
- 学生専用寮
- 慶生会クリニック
東京都江戸川区東葛西に所在する内科・歯科病院。慶生会クリニックで保険診療を受ける場合、診察料は学生の健康管理費から負担される[9]。

## 対外関係

### 地方自治体との協定
- 江戸川区
  - 包括的連携協定（2022年締結）[10]